# Guillaume Nantermod
Guillaume Nantermod (ur. 18 września 1975 w Lozannie) – szwajcarski snowboardzista, mistrz świata.

## Kariera
W Pucharze Świata zadebiutował 14 listopada 1997 roku w Tignes, gdzie został zdyskwalifikowany w gigancie. Pierwsze pucharowe punkty wywalczył 13 stycznia 1998 roku w Lienzu, zajmując 28. miejsce w tej konkurencji. Na podium zawodów pucharowych po raz pierwszy stanął 11 grudnia 1999 roku w Whistler, kończąc rywalizację w snowcrossie na drugiej pozycji. W zawodach tych rozdzielił Francuza Sylvaina Duclosa i Pontusa Ståhlkloo ze Szwecji. Łącznie osiem razy stawał na podium zawodów PŚ, odnosząc przy tym dwa zwycięstwa: 6 lutego 2000 roku w Ischgl i 17 marca 2000 roku w Livigno wygrywał w snowcrossie. Najlepsze wyniki osiągnął w sezonie 2001/2002, kiedy to zajął dziewiąte miejsce w klasyfikacji generalnej. Ponadto w sezonie 1999/2000 był drugi w klasyfikacji snowcrossu.
Jego największym sukcesem jest złoty medal w snowcrossie wywalczony na mistrzostwach świata w Madonna di Campiglio w 2001 roku. Był to jego jedyny medal wywalczony na międzynarodowej imprezie tej rangi. Był też między innymi czwarty podczas rozgrywanych dwa lata później mistrzostw świata w Kreischbergu, gdzie walkę o podium przegrał z Kanadyjczykiem Drew Neilsonen. Nie startował na igrzyskach olimpijskich.
W 2006 r. zakończył karierę.

## Osiągnięcia

### Mistrzostwa świata
| Miejsce | Dzień       | Rok  | Miejscowość          | Konkurencja       | Zwycięzca        |
| ------- | ----------- | ---- | -------------------- | ----------------- | ---------------- |
| 23.     | 24 stycznia | 2001 | Madonna di Campiglio | Gigant równoległy | Nicolas Huet     |
| 46.     | 26 stycznia | 2001 | Madonna di Campiglio | Slalom równoległy | Gilles Jaquet    |
| 1.      | 28 stycznia | 2001 | Madonna di Campiglio | Snowcross         | -                |
| 4.      | 19 stycznia | 2003 | Kreischberg          | Snowcross         | Xavier de le Rue |
| 14.     | 16 stycznia | 2005 | Whistler             | Snowcross         | Seth Wescott     |
| 9.      | 14 stycznia | 2007 | Arosa                | Snowcross         | Xavier de le Rue |

### Puchar Świata

#### Miejsca w klasyfikacji generalnej
- sezon 1997/1998: 127.
- sezon 1999/2000: 13.
- sezon 2000/2001: 20.
- sezon 2001/2002: 9.
- sezon 2002/2003: 20.
- sezon 2003/2004: 14.
- sezon 2004/2005: -
- sezon 2005/2006: 74.

#### Miejsca na podium
1. Whistler – 11 grudnia 1999 (snowcross) - 2. miejsce
2. Sapporo – 20 lutego 2000 (snowcross) - 2. miejsce
3. Ischgl – 26 lutego 2000 (snowcross) - 1. miejsce
4. Livigno – 17 marca 2000 (snowcross) - 1. miejsce
5. Morzine – 13 stycznia 2001 (snowcross) - 3. miejsce
6. Tignes – 17 listopada 2001 (snowcross) - 2. miejsce
7. Nassfeld – 14 grudnia 2004 (snowcross) - 2. miejsce
8. Valle Nevado – 18 września 2005 (snowcross) - 3. miejsce